# Podwójtowie (Korczyna)
Podwójtowie – część wsi Korczyna w Polsce, położona w województwie małopolskim, w powiecie gorlickim, w gminie Biecz.
W latach 1975–1998 Podwójtowie administracyjnie należało do województwa krośnieńskiego.